# 陳世儁
陳世儁（？年—？年），字蘭侯，號識庵，浙江海寧縣人。清朝政治人物。

## 生平
為人清介寡慾，惟耽讀書，丹黃不離手。登康熙四十五年（1706年）丙戌科進士，由刑部主事出知建昌府知府，威惠並行，治最，丁父憂歸，杜門不出，絕意仕途。

## 家族
陳元成曾孫，陳之問孫，陳之閭嗣孫，陳詵（字唐臣，附監生）長子（一說為陳誡子，過繼給陳詵為嗣）。子陳昕，字旦初，號晚山，雍正元年（1723年）癸卯恩科舉人；陳覲光，榜名陳晃，號畲堂，乾隆元年（1736年）丙辰恩科舉人，仕至四川鄰水縣知縣；陳望，字雲瞻，號衡齋，與兄同中乾隆元年丙辰恩科舉人，仕至四川蓬溪縣知縣。曾孫陳懷，字在寬，號定園，乾隆五十一年（1786年）丙午科舉人，仕至歸安縣儒學訓導。